# 田辺辰男
田辺 辰男（たなべ たつお、1928年11月6日- 2003年2月4日 ）は、日本の経営者。日清紡績社長、会長を務めた。

## 来歴・人物
神奈川県出身。1951年に東京大学法学部を卒業し、同年に日清紡績に入社した。1976年7月に取締役に就任し、1980年7月に常務、1984年7月に専務を経て、1986年7月に社長に就任。1994年6月に会長に就任し、1998年6月には相談役に就任。
2003年2月4日、心不全のために死去。74歳没。